# André Saint-Germain
André Saint-Germain, bürgerlich André Charles Eugène Obrecht (* 3. Mai 1887 in Paris; † 6. Januar 1973 in Berlin-Neukölln) war ein französischstämmiger Schauspieler an deutschen Bühnen und beim deutschen Film.

## Leben
Der Sohn des Hotelbesitzers Charles Obrecht besuchte ein französisches Gymnasium und studierte anschließend an der Sorbonne. Danach verdiente er sich seinen Lebensunterhalt als Bankangestellter und Zeitungsredakteur. Nach dem Ersten Weltkrieg begann Obrecht seine künstlerische Karriere unter dem Pseudonym André Saint-Germain als Schauspieler an Berliner Bühnen und spielte in der Weimarer Republik unter anderem unter Max Reinhardt und Victor Barnowsky.
Mit Beginn des Tonfilmzeitalters wurde Saint-Germain auch vor die Kamera geholt und übernahm in seinem Debüt, G. W. Pabsts pazifistischem Meisterwerk Westfront 1918, eine kleine Rolle als französischer Soldat. Außerdem beriet der Weltkriegsteilnehmer Pabst bei den „französischen“ Soldaten- und Militärszenen. In der Folgezeit wurde Saint-Germain bevorzugt in französischsprachigen Versionen deutscher Filme besetzt, im Dritten Reich auch häufig in nationalistisch-patriotischen Stoffen, in denen er mit kleinen Rollen zumeist einen französischen Soldaten und Kriegsgegner Preußens oder Deutschlands zu geben hatte. Saint-Germain stand 1944 in der Gottbegnadeten-Liste des Reichsministeriums für Volksaufklärung und Propaganda.
Nach dem Zweiten Weltkrieg trat der Wahl-Deutsche kaum noch vor die Kamera und konzentrierte sich mehr und mehr auf die Arbeit eines Synchronregisseurs (Mars-Film, Simoton etc.) – eine Tätigkeit, die er schon vor 1945 ausgeübt hatte. Saint-Germain lebte im Westen Berlins, zunächst in Tempelhof, zuletzt in Neukölln, wo er Anfang 1973 im Alter von 85 Jahren starb.

## Filmografie
- 1930: Westfront 1918
- 1931: Gloria (frz. Vers.)
- 1931: Salto Mortale (frz. Vers.)
- 1931: Les monts en flammes (frz. Vers. von Luis Trenkers Berge in Flammen)
- 1932: I.F. 1 ne répond plus (frz. Vers. von Karl Hartls F.P. I antwortet nicht)
- 1933: L'Homme qui ne sait pas dire non plus (frz. Vers. von Heinz Hilperts Ich will Dich Liebe lehren)
- 1933: Un jour viendra (frz. Vers. von Gerhard Lamprechts Einmal eine große Dame sein)
- 1936: Allotria
- 1936: Hinaus in die Ferne (Prends la route) (In Dtld. entstandene, frz. Produktion)
- 1937: Togger
- 1937: Der Katzensteg
- 1937: Fanny Elßler
- 1937: Der Mustergatte
- 1937: Patrioten
- 1937: Manege
- 1938: Andere Länder, andere Sitten (Kurzfilm)
- 1938: Du und ich
- 1938: Pour le Mérite
- 1939: Der Polizeifunk meldet
- 1939: Herzdame (L'Héritier des Mondésir) (In Dtld. entstandene, frz. Produktion)
- 1939: Flucht ins Dunkel
- 1941: Carl Peters
- 1942/44: Philharmoniker
- 1943/45: Kolberg
- 1954: Canaris
- 1958: Der eiserne Gustav
- 1958: Majestät auf Abwegen